# Nedre Gilkatjärnen
Nedre Gilkatjärnen är en sjö i Piteå kommun i Norrbotten och ingår i Byskeälvens huvudavrinningsområde. Sjön har en area på 0,125 kvadratkilometer och ligger 345 meter över havet.

## Delavrinningsområde
Nedre Gilkatjärnen ingår i det delavrinningsområde (727058-168098) som SMHI kallar för Inloppet i Lill-Lappträsket. Medelhöjden är 350 meter över havet och ytan är 2,93 kvadratkilometer. Räknas de 11 avrinningsområdena uppströms in blir den ackumulerade arean 156,25 kvadratkilometer. Kilisån (Sikån) som avvattnar avrinningsområdet har biflödesordning 2, vilket innebär att vattnet flödar genom totalt 2 vattendrag innan det når havet efter 135 kilometer. Avrinningsområdet består mestadels av skog (66 procent) och sankmarker (28 procent). Avrinningsområdet har 0,19 kvadratkilometer vattenytor vilket ger det en sjöprocent på 6,4 procent.